# Opt-out
O termo opt-out refere-se às regras do envio, por correio electrónico, de mensagens informativas associadas a campanhas de marketing, sem que os destinatários particulares as tenham solicitado. Neste caso, as pessoas ao visitarem, solicitarem uma dada informação ou adquirirem um produto, bem ou serviço passam automaticamente a estar incluídas numa mailing list e essa inclusão não depende do consentimento do destinatário, é um procedimento automático. A partir deste momento, o indivíduo começa a receber na sua caixa de correio electrónico e-mails da empresa e das suas congéneres com as quais partilha a mailing list.
Apesar de tudo a correspondência enviada ao destinatário inclui um mecanismo para a interrupção e o cancelamento do envio desse tipo de correio electrónico (opt-out of). Essa possibilidade poderá ser através de um hyperlink incluído no corpo da mensagem, ao solicitar o envio de uma resposta para um endereço de correio electrónico, ou por qualquer outro meio. Enquanto os indivíduos particulares não efectivem tal procedimento continuarão a receber estes emails, pois continuam a integrar essa mailing list, partindo-se do princípio que os destinatários dão a sua permissão para tal. Desta forma, recolhem-se numerosos endereços electrónicos e a base de dados de contactos da organização vai aumentando exponencialmente. Em muitos casos o destinatário só actua tardiamente e quando cancela essa subscrição os seus dados já constam de outras mailing lists semelhantes, pelo que continuarão a receber mensagens de teor semelhante.

## Opt-out ao serviço do marketing directo
O recurso ao opt-out é comum, pois permite às empresas adicionarem às suas bases de dados o nome de potenciais novos clientes. Com o fito de publicitarem os seus serviços, produtos ou bens, ou para divulgarem campanhas publicitárias as empresas recorrem, cada vez mais, a mailing list. Procuram desta forma, captar novos clientes e manterem uma relação de maior proximidade e uma maior afectividade com os clientes habituais.
As campanhas de marketing evoluíram bastante nos últimos anos graças aos avanços tecnológicos, nomeadamente com a generalização do uso do correio electrónico. As empresas que mais beneficiaram com esta situação foram as que promovem o marketing directo. Ao monitorarem a navegação dos internautas estas empresas conseguem acumular um vasto conjunto de informações essenciais para estudarem o seu público-alvo e os seus clientes. Ficam assim a conhecer os seus clientes e os seus hábitos e gostos, o que lhes possibilita adequar a oferta aos interesses e gostos de cada indivíduo.
O marketing directo corresponde ao envio de mensagens directas ao consumidor, sem qualquer intermediário e sob qualquer via comunicacional (e-mail, telemarketing, entre outras), e habitualmente sem que os destinatários as tenha solicitado. Está directamente associada a um incentivo ao consumo, à aquisição de qualquer bem, produto ou serviço. A opção por esta via tem efeitos positivos que podem ser fácil e rapidamente mensuráveis, atendendo ao número de indivíduos que respondem a uma dada campanha publicitária. Pelo contrário também apresenta algumas debilidades pois pode ser aproveitado pelos spammers e poderá também suscitar um elevado número de reclamações entre os destinatários por não terem solicitado o envio daquelas mensagens. Por tais motivos muitos potenciais clientes podem recusar fazer qualquer aquisição nesse site ou, em alternativa, não facultam o seu endereço de correio electrónico, ou se o fazem indicam um endereço falso ou incorrecto.

## Legislação
Em 2002, a União Europeia, devido ao aumento das campanhas de marketing directo e do volume do spam, emitiu uma directiva relativa à privacidade e às comunicações electrónicas. Regulou-se, assim, a acção das empresas e organizações que difundem por qualquer via (telefone, fax, email, SMS, MMS ou outra) campanhas publicitárias.
De acordo com esta directiva, estas empresas só podem difundir as suas campanhas para os particulares caso estes tenham dado expressa e explicitamente o seu consentimento. Essas mensagens só podem ser difundidas entre os indivíduos que manifestem interesse em as receberem na sua caixa de correio electrónico.
O termo essencial nesta questão reside no consentimento prévio. Sem que tal ocorra não é possível, ou não seria possível, recolher as informações pessoais dos internautas para campanhas de marketing. Nas mensagens enviadas as empresas deverão facultar um campo no qual informam os utilizadores que os seus dados pessoais podem, caso não expressem o contrário, serem processados para a divulgação de campanhas de marketing ou para outros efeitos de comercialização. A existência de uma caixa na qual o utilizador possa manifestar o seu desejo de não receber essa informação é essencial. Apesar de anuir a receber essas mensagens o utilizador pode num momento posterior solicitar o cancelamento dessa subscrição.
Esta directiva comunitária foi transporta para a ordem jurídica portuguesa através da Lei n.º 41/2004.
Em Portugal, o envio de comunicações não solicitadas encontra-se regulado pelo Decreto-Lei n.º 7/2004 de 7 de Janeiro, que corresponde à transposição para a ordem jurídica nacional da Directiva n.º 2000/31/CE, do Parlamento Europeu e do Conselho, de 8 de Junho. De acordo com o artigo 22 estas comunicações consistem no «envio de mensagens para fins de marketing directo, cuja recepção seja independente de intervenção do destinatário, nomeadamente por via de aparelhos de chamada automática, aparelhos de telecópia ou por correio electrónico, carece de consentimento prévio do destinatário. Exceptuam-se as mensagens enviadas a pessoas colectivas, ficando, no entanto, aberto aos destinatários o recurso ao sistema de opção negativa».

## Lista de oposição ou Lista de Robinson
Caso os indivíduos não queiram receber estas mensagens independentemente da via de transmissão, correio electrónico, telefone, fax ou correio postal, podem solicitar a inclusão do seu nome num ficheiro gerido pela Associação Portuguesa de Marketing Directo (AMD). Nesse ficheiro encontramos os nomes de todos os indivíduos particulares que solicitaram a sua exclusão das bases de dados para fins comerciais, a qual está devidamente registada na Comissão Nacional de Protecção de Dados. O mesmo direito não é reconhecido às pessoas colectivas. Este princípio encontra-se consagrado na Lei n.º 69/98, transpõe a Directiva n.º 97/66/CE, do Parlamento Europeu e do Conselho, de 15 de Dezembro referente à protecção dos dados pessoais. De acordo com o artigo 12.º desta lei o indivíduo pode opor-se «a seu pedido e gratuitamente ao tratamento dos dados pessoais que lhe digam respeito previsto pelo responsável pelo tratamento para efeitos de marketing directo ou qualquer outra forma de prospecção, ou de ser informado, antes dos dados pessoais serem comunicados pela primeira vez a terceiros para fins de marketing directo ou utilizados por conta de terceiros, e de lhe ser expressamente facultado o direito de se opor, sem despesas a tais comunicações ou utilizações».